# Krešimir I di Croazia
Krešimir I (in latino Cressimirus; ... – 945) è stato re di Croazia dal 935 fino alla sua morte.
Era uno dei Trpimirović.
Succedette a suo padre Trpimir II col titolo di re. Amministrò lo Stato, come suo padre, in modo che fosse sempre una grande potenza militare. Dopo la sua morte, i suoi due figli, prima Miroslav e poi Mihajlo Krešimir II, divennero re, dopo una lunga battaglia per la successione al trono durante la quale Klonimirovic di Serbia assediò il confine del Vrbas e i Narentini occuparono Lissa e Lagosta, sottraendole al dominio croato.